# Sanja Iveković
Sanja Iveković (Zagreb, 1949) es una fotógrafa, escultora y artista de instalaciones croata. Su trabajo es conocido por abordar cuestiones como la identidad femenina, los medios de comunicación, el consumismo y las luchas políticas. Considerada una de las principales artistas de la ex Yugoslavia.

## Infancia
Iveković nació en Zagreb, hoy Croacia, en 1949, cuando todavía era parte de Yugoslavia bajo el gobierno del mariscal Josip Broz Tito. Estudió en la Academia de Bellas Artes de Zagreb de 1968 a 1971. Su carrera artística comenzó durante la primavera croata a principios de la década de 1970 cuando, junto con otros artistas de la generación Nova Umjetnička Praksa (Nueva Práctica Artística, se apartó de los escenarios principales, para trabajar con el vídeo, los fotomontajes conceptuales y actuaciones. Gran parte de su trabajo se centra en su propia vida, el lugar de la mujer en la sociedad actual y el legado de las mujeres a lo largo de la historia de su país. Fue la primera artista en Croacia en etiquetarse a sí misma como artista feminista. Ella ha sido miembro clave en el Centro de Estudios de la Mujer en Zagreb desde su apertura en 1994.
El activismo de Iveković se extiende más allá de su arte. Ha fundado o se ha comprometido con organizaciones de mujeres croatas como ELEKTRA-Women's Art Center, B.a.B.e., Centro Cultural Autónomo — ATTACK !, Centro para Mujeres Víctimas de Guerra, y la Asociación de Feministas.

## Obras
En las obras de Iveković aparecen sobre todo tres temas, el género, la identidad y la memoria. Para ella, como artista visual, el punto de partida de su investigación es la representación visual de la mujer en la vida cotidiana que transmiten los medios de comunicación. Como feminista, dice, "he tratado de hacer arte que refleje su conciencia política de lo que significa ser mujer en una cultura patriarcal".
Entre sus primeros trabajos se encuentran Double Life (1975) donde combina 66 fotografías de su vida privada con tomas similares de modelos en anuncios de revistas, Make Up-Make Down (1978) con autorretratos filmados o fotografiados, y Alerta general: telenovela (1995) producida para televisión. "Figure & Ground" (2006) representa collages de modelos femeninas que parecen terroristas armados cubiertos de sangre y que usan ropa de inspiración militar de los mejores diseñadores.
Women's House, un proyecto en curso desde 1998, muestra moldes de yeso de los rostros de mujeres maltratadas dispuestas en un semicírculo. Women's House (Sunglasses) es una serie de carteles, vallas publicitarias e insertos de revistas, que se centran en la violencia de género en la Croacia postcomunista. 
En la Bienal de Gwangju de 2010, On the Barricades de Iveković fue un monumento vivo que conmemoraba el levantamiento del pueblo de Gwangju el 18 de mayo de 1980. Basado en su Rohrbach Living Memorial (2005) que describe el destino de las víctimas romaníes del holocausto, la nueva presentación fue representada por voluntarios que representan estatuas de las víctimas. Estaban rodeados por 10 monitores que presentaban presentaciones de diapositivas de fotos de las 545 víctimas, cuyos ojos fueron cerrados intencionalmente por el artista.

## Lady Rosa of Luxemburgo
Una de las piezas más notables de Iveković ha sido la escultura Lady Rosa de Luxemburgo, una réplica del monumento conmemorativo de la Primera Guerra Mundial que se encuentra en la Plaza de la Constitución de la ciudad de Luxemburgo, el Gëlle Fra (Golden Lady). En su controvertida réplica Iveković hizo que la mujer pareciera visiblemente embarazada, nombrándola después Rosa Luxemburgo, y alterando el texto de la placa que lo acompañaba con unos carteles en inglés, francés y alemán con términos que aludían a estereotipos construidos culturalmente sobre las mujeres (bitch, whore, madonna, virgin) y otros con valor político como résistance, liberté, indépendance, justice. Encabezando un obelisco que durante algún tiempo se colocó cerca del original, su "Rosa Luxemburgo" causó conmoción sobre todo por el lenguaje de la placa, y las peticiones de Erna Hennicot-Schoepges, ministra de cultura de Luxemburgo, para que se retirara. La escultura fue recreada durante la exposición de Iveković en el Museo de Arte Moderno en 2011, en la cual el New York Times declaró: 
 Llamada así por la filósofa y activista marxista Rosa Luxemburgo, que fue asesinada por la policía de Berlín durante la frustrada Revolución alemana de 1919, esta obra causó furor cuando se exhibió en Luxemburgo en 2001, en parte porque se exhibió en un parque público, era una escultura casi idéntica pero sin embarazo, un monumento de guerra. Las vitrinas de pared revestidas con recortes de periódicos atestiguan la gran cobertura de prensa que tuvo, al igual que los extractos de entrevistas de noticias de televisión que se reproducen en monitores. Lady Rosa claramente funcionó como una especie de pararrayos, tan interesante por lo que desencadenó como por lo que realmente era. En una entrevista televisiva, un joven señala que la gente estaba más ofendida por las palabras en la base de la escultura que por el hecho de que innumerables mujeres y niños son golpeados y maltratados todos los días. 

## Premios y reconocimientos
- 2009: el Premio Camera Austria, ya que la fotografía fue reconocida como parte integral de su trabajo conceptual. El jurado mencionó la actualidad de su trabajo y su importancia para las generaciones más jóvenes, así como su compromiso social y político para mejorar el papel de la mujer en la sociedad a través de obras como Casa de la Mujer.[12]
- 2014: fue seleccionada para el premio Artes Mundi, exhibiendo sus obras basadas en la fotografía, GEN XX (1997–2001) y The Disobedient (The Revolutionaries) en la Galería Turner House, Penarth, Gales.[13]

## Exposiciones
- Galería SC, Zagreb, 1970
- Triangle, Savska 1, Zagreb, 1979
- Town-Crier, Franklin Furnace, Nueva York, 1982
- Centro de cine, Zagreb, 1986
- Manifesta 2: Bienal Europea de Arte Contemporáneo, Luxemburgo, 1998
- "Sanja Iveković: cortes personales", Galerie im Taxispalais, Innsbruck, Austria 2001
- 10,000 vidas, octava Bienal de Gwangju, Corea del Sur, 2010
- Sanja Iveković: Sweet Violence, MoMA, Nueva York, 2011 -  2012[14]
- Sanja Iveković: Heroína desconocida, South London Gallery & Calvert 22, Londres, 2012 - 2013[15]